# کیمیا
کیمیا یکی از شاخه‌های علوم غریبه است که به کوشش در تبدیل کانی‌ها و فلزات می‌پردازد. علوم غریبه یا کُلُّهُ سِرّ دارای پنج شاخه عمده می‌باشد که دانش طبیعی آن، کیمیا نامیده می‌شود. از دیگر شاخه‌های آن به‌نظر ابوریحان بیرونی، می‌توان به هیمیا، ریمیا، لیمیا و سیمیا و شیمیا  اشاره کرد.

## واژه‌شناسی
ریشه این کلمه از زبان‌های باستانی است و احتمالاً خاستگاه آن میانرودان می‌باشد.
نام شیمی در همه زبان‌ها برگرفته از همین واژه است. برخی نیز ریشه واژه کیمیا را از زبان یونانی دانسته‌اند. دانش کیمیا از ایران برآمد و از راه عرب‌ها به اروپا هم راه یافت. خود واژه شیمی در فارسی هم یک وام‌واژه از زبان فرانسوی است که خود تلفظ دگرگون‌شدهٔ واژه کیمیا است.
واژه «کیمیاگری» از زبان عربی al-kîmiyaˀ or al-khîmiyaˀ (الکیمیا یا الخیمیا، همچنین فارسی «کیمیا» به معنای «طلا») احتمالاً از افزودن حرف تعریف «ال» به واژه یونانی، «خمیا» (÷çìåßá) شکل گرفته است. تصور می‌شود این واژه همچنین با واژگان یونانی همچون «خیئین» به معنای «ریختن» و «خومیا» به معنای «روی هم ریختن»، «روی هم پاشیدن»، «ذوب کردن»، «آلیاژ کردن»، و «خوماتوس» به معنای «چیزی که بیرون ریخته می‌شود، شمش» مرتبط باشد. یکی از احکام دایوکلتیان، که در حدود سال ۳۰۰ پس از میلاد در یونان نوشته شده است، علیه نوشته‌های مصریان باستان، در مورد انجام «خمیا»، تبدیل طلا و نقره سخن می‌گوید.
کیمیا همچنین نام دختر خواندهٔ مولانا جلال‌الدین رومی نیز بوده است. البته در آثار مولانا این مطلب یافت نمی‌شود ولی در مقالات شمس به آن اشاره شده است.

## دانش کیمیا

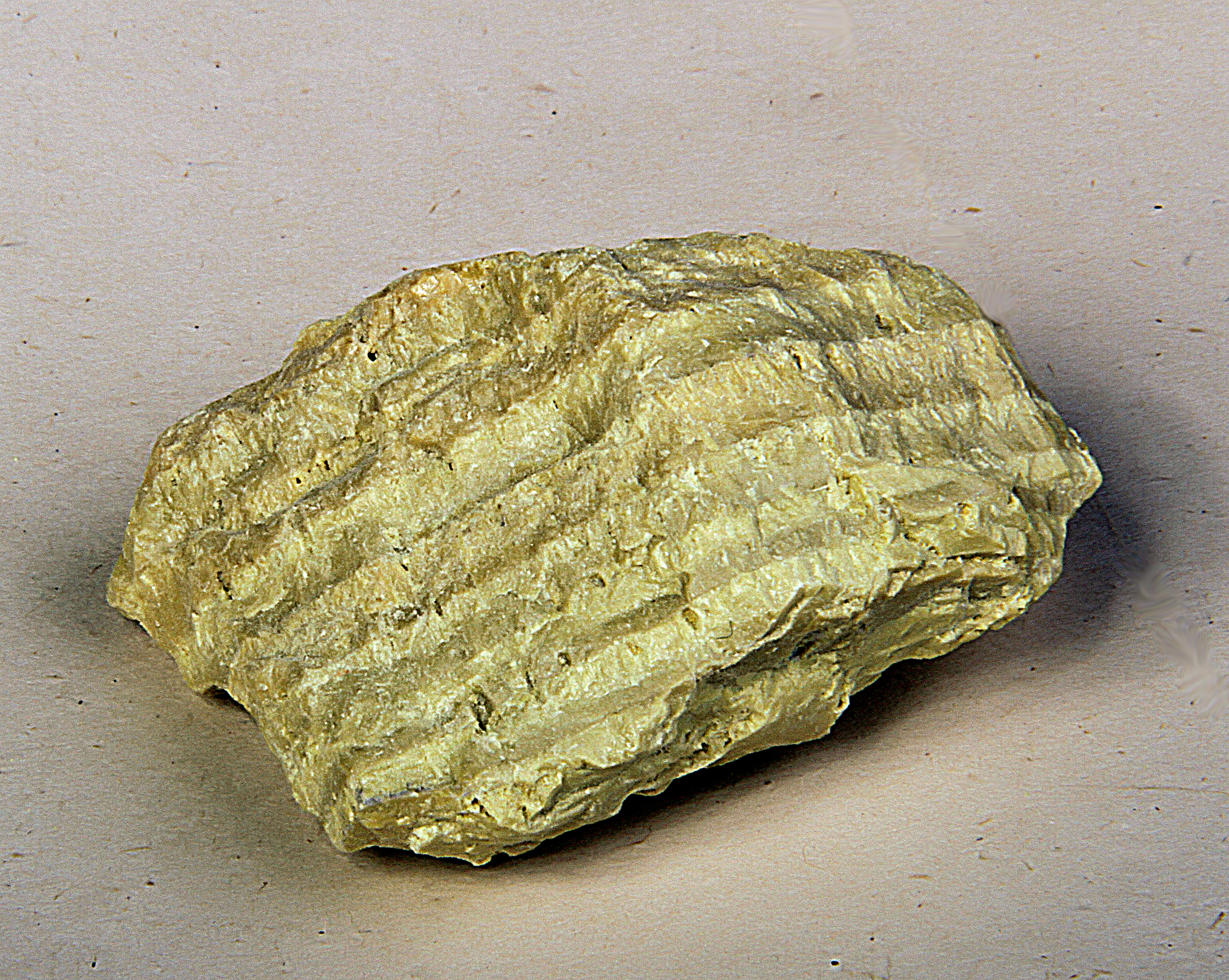
گوگرد، خانگیران، سرخس.

از دیرباز تبدیل مس به طلا و ساخت داروی جاودانگی که به آن اکسیر نیز گفته می‌شده، بیشترین تلاش کیمیاگران را به خود معطوف داشته است. با توجه به این مسئله، به کیمیا، علم اکسیر نیز گفته می‌شده است.
اکسیر از نظر جابر بن حیان مشتمل بر هفت گونه است. چنانچه در کتاب الاحجار علی رای بلیناس، جزء دوم آورده است:
اکسیری که در عملیات کیمیا مورد بحث است بر هفت گونه است که از عناصر سه‌گانه نباتی، معدنی و حیوانی می‌باشد؛ که به صورت مفرد و مجموع آن‌ها است.
1. اکسیر به‌دست آمده از مواد معدنی.
2. اکسیر به‌دست آمده از مواد حیوانی.
3. اکسیر به‌دست آمده از مواد نباتی (گیاهی).
4. اکسیری که از مخلوط مواد حیوانی و گیاهی به‌دست می‌آید.
5. اکسیری که از مخلوط مواد معدنی و گیاهی به‌دست می‌آید.
6. اکسیری که از مخلوط مواد معدنی و حیوانی به‌دست می‌آید.
7. اکسیری که از مخلوط مواد معدنی و گیاهی و حیوانی به‌دست می‌آید.

در ادامه جابر، در کتاب الحاصل خود توضیحاتی در خصوص معادن هفت‌گانه و کیفیت بروز معادن (فلزات) از ترکیب گبریت (گوگرد) و زیبق (جیوه) می‌دهد.
دانش شیمی شکل نوین و توسعه‌یافته‌ای از دانش کیمیا است.
کیمیا به نظر باورمندان به آن عبارت است از روش تبدیل عناصر به یکدیگر. البته در قدیم بخاطر ارزش بسیار بالای طلا، کیمیاگران فقط به دنبال تبدیل عناصر به طلا و نقره بودند اما کسی که آگاه به رموز این علم باشد می‌تواند مواد مختلف را به یکدیگر تبدیل کند. در علم کیمیا شرایط خاص این تبدیل آمده است.
حدیثی از علی بن موسی الرضا، پیشوای هشتم شیعیان، نقل شده که معروف به حدیث سلسله‌الذهب به معنی حدیث سلسله طلائی است که کلمه ذهب مصدر مذهب است و مذهب یعنی راه و رسم تبدیل خاک یعنی انسان به طلا یعنی انسان کامل. البته اکثریت معتقدند که مذهب، اسم مکان از ریشه ذَهَبَ می‌باشد؛ و چون ذَهَبَ به معنی رفتن است پس مذهب یعنی «محلّ رفتن»؛ و محلَ رفتن همان راه است؛ لذا مذهب یعنی راه.
کیمیاگران جملات خود را رمزآلود و با استفاده از کلمات عرفانی بیان می‌کرده‌اند.

## تاریخچه

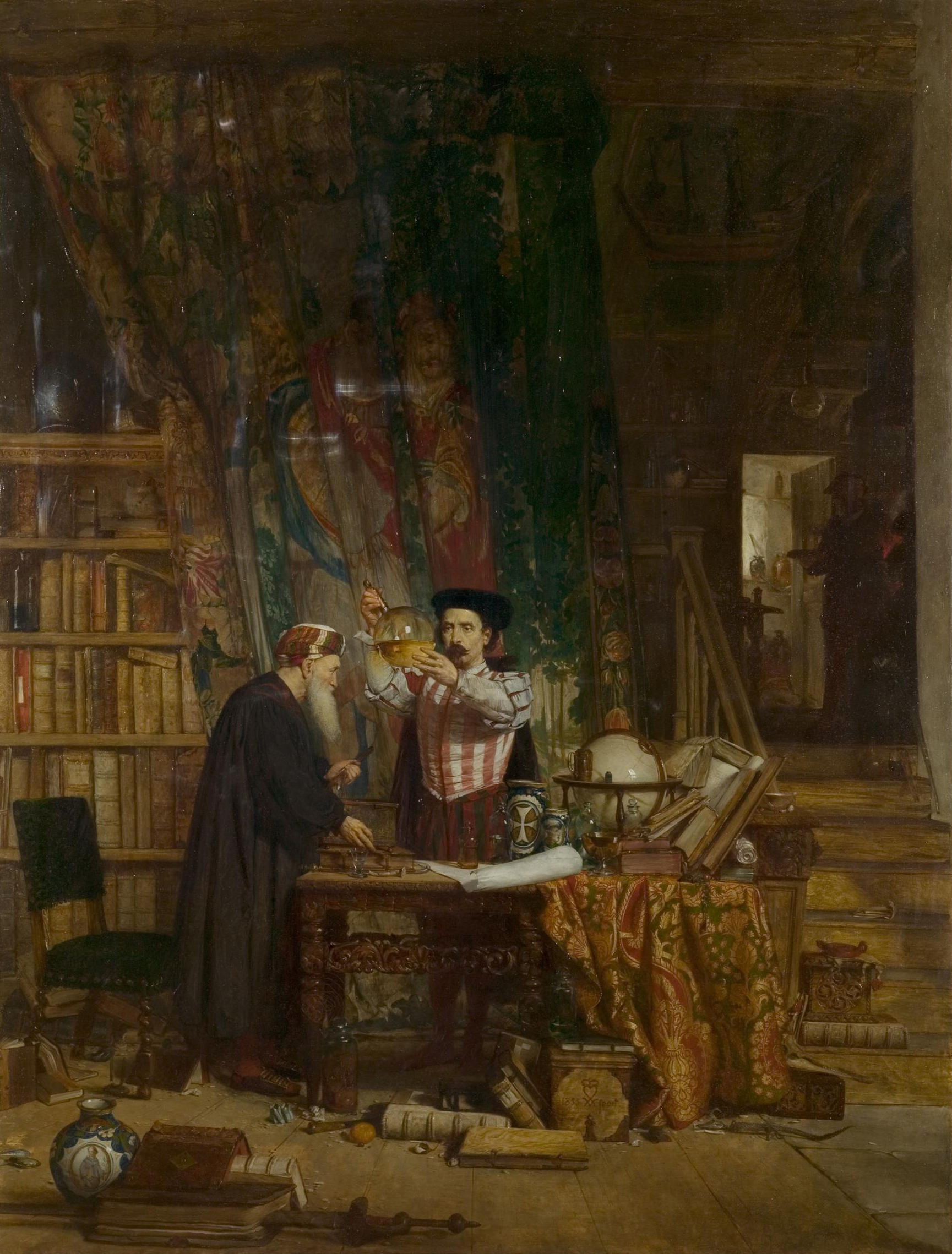
«کیمیاگر»، اثر سر ویلیام فتر داگلاس، ۱۸۵۳

کیمیاگری هم به معنای شکل اولیه پژوهش در طبیعت است و هم شاخه فلسفه و روحانیت که هر دو دارای عناصری از شیمی، فلزکاری، فیزیک، پزشکی، اخترشناسی، نمادشناسی، عرفان، اعتقاد به عالم ارواح و هنر هستند. کیمیاگری در میانرودان، مصر باستان، ایران، هند، چین، یونان، روم، در تمدن اسلامی، و سپس در اروپا تا سده ۱۹ – به صورت یک شبکه پیچیده از مکاتب و نظام‌های فلسفی در طول دست کم ۲۵۰۰ سال رواج داشته است.
کیمیاگری غربی همواره ارتباط تنگاتنگی با هرمتیسیزم، یک نظام فلسفی و روحانی که ریشه‌های آن در هرمس تریسمجیستوس، خدا و کیمیاگر اسطوره‌ای مصری-یونانی است. هر دو رشته بر ظهور روسیکروسینیزم، یک جنبش مهم مخفی در قرن هفدهم تأثیر گذاشتند. در اوایل عصر جدید، هم‌زمان با تبدیل کیمیاگری به شیمی، جنبه‌های عرفانی و سحرآمیز کانون توجه کیمیاگری روحانی مدرن واقع شد، که در آن کار با مواد صرفاً به عنوان نمادهای دگرگونی روحانی در نظر گرفته می‌شود.
امروزه، این شاخه به خاطر جنبه‌های عرفانی، اسرارآمیز و هنری آن عموماً مورد توجه مورخان علم و فلسفه قرار دارد. با این وجود، کیمیاگری یکی از منادیان اصلی دانش جدید بوده، و بسیاری از مواد و فرایندهای کیمیاگری باستان همچنان نقطه اتکای صنایع شیمی و فلزکاری مدرن است.
گرچه کیمیاگری اشکال متعددی دارد، در فرهنگ عمومی اغلب از آن در داستان‌ها، فیلم‌ها، و بازی‌ها به عنوان روند مورد استفاده برای تبدیل سرب (یا دیگر فلزات) به طلا یاد می‌شود. همچنین صورت دیگری وجود دارد که در آن از کیمیاگری به عنوان جستجویی برای یافتن سنگ جادو نام برده می‌شود که ماده‌ای برای تبدیل مواد کم‌ارزش مانند سرب به طلا یا اکسیری برای زندگی جاودان است.

## تبدیل مس به طلا
بعد از ارائه جدول تناوبی توسط مندلیف، پرونده نیمه باز تبدیل تدریجی مس به طلا برای همیشه بسته شد و جزء علوم بی اساس طبقه‌بندی شد. پیش از آنکه علم شیمی به عنوان یکی از اصلی‌ترین رشته‌های علمی شناخته و معرفی شود، بسیاری از پدیده‌هایی که امروزه در محدوده قلمرو علم شیمی قابل توضیح و تفسیر است با استفاده از قوانین علم کیمیا مورد بررسی، تجزیه و تحلیل قرار می‌گرفت. یکی از مهم‌ترین تحقیقاتی که در این زمینه انجام شده بود چگونگی تبدیل مس به طلا بود.
مس و طلا به ترتیب با اعداد اتمی ۲۹ و ۷۹ دو عنصری هستند که تعداد پروتون‌های آن‌ها می‌تواند بسیاری از خصوصیات و ویژگی‌های آن‌ها را تعیین کند. از آنجایی‌که مس عنصر مقاومی است آزاد شدن سه پروتون در این عنصر مستلزم صرف انرژی قابل توجهی است که در نتیجه سبب می‌شود هزینه انرژی لازم برای تبدیل آن بیش از ارزش نهایی طلای به دست آمده باشد. تبدیل مس به طلا علاوه بر این‌که از نظر تئوری قابل تأیید است از نظر عملی نیز امکانپذیر بوده است. برنده جایزه نوبل شیمی سال ۱۹۵۱ موفق شده بود در سال ۱۹۸۰ میلادی مقدار اندکی از مس را به طلا تبدیل کند. این در حالی است که پیش از این نیز یک فیزیکدان روسی که در یک مرکز تحقیقات هسته‌ای در نزدیکی سیبری کار می‌کرد متوجه شده بود که پوسته مسی رآکتور آزمایشی این مرکز به مرور زمان به طلا تبدیل شده بود و با استفاده از این تغییر توانسته بود به راهکاری برای تبدیل مس به طلا دست پیدا کند.
امروزه می‌توان با استفاده از شتاب‌دهنده‌ها، عناصر را به یکدیگر تبدیل کرد. در سیستم‌های شتاب‌دهنده عناصر مختلف تحت تأثیر میدان‌های الکتریکی یا مغناطیسی قرار می‌گیرند. حرکت عناصر در مسیر شتاب‌دهنده‌های ضلعی یا مدور سبب برخورد آن‌ها با پروتون‌ها و نوترون‌های آزاد شده و در نتیجه عناصر یا ایزوتوپ‌های جدید ساخته می‌شود. ایجاد چنین تغییراتی از طریق رآکتورهای هسته‌ای نیز امکان‌پذیر است. در طبیعت نیز همواره با افزودن پروتون یا نوترون به اتم‌های هیدروژن در رآکتور هسته‌ای یک ستاره می‌توان عناصر جدیدی را تولید کرد.
البته در خصوص عناصر سنگین‌تر از آهن که عدد اتمی آن ۲۶ است انجام چنین فرایند مشابهی تنها از تغییرات هسته‌ای ایجاد شده در یک ابرنواختر امکان‌پذیر است. اگر چه ممکن است چنین به نظر برسد که استفاده از این راهکار برای تولید طلا از مس متداول و مرسوم نخواهد بود اما نکته قابل توجه این است که اساساً انجام چنین واکنشی امکانپذیر و شدنی است. سنگ‌های معدنی نظیر سولفید سرب (گالن)، کربنات سرب (کروسیت) و سولفات سرب (انگلیست) اغلب متشکل از عناصری مانند روی، طلا و نقره هستند. اگر این سنگ‌های معدنی را خرد کنیم با استفاده از روش‌های شیمیایی می‌توان طلا را از مس جدا کرد.
در بیان سرّ کیمیا شیخ بهایی چنین شعری سروده است:
از طلق «۱» درهمی، وز فرّار «۲» درهمی
وانگاه از عقاب «۳» دو جزءِ مُکرَّمی «۴»
پس حلّ و عقد «۵» کن تو نه با کوره و دمی
واللهُ شاهدٌ هو إکسیرُ أعظمی «۶»
که اگر بر سرّ آن وقوف یافتی، مکتومش بدار از نااهل «۷»؛ و آن را در بیان این شعر منتسب به علیّ بن ابیطالب - علیه افضل التحیّة و الثَّناء - در ایّام شَباب «۸» در نجف اشرف به پارسی سرودم، که فرموده است:
خُذِ الفرّارَ و الطّلقا
وَ شَیئاً یُشبِهِ البَرقا «۹»
فإن مَزَّجتَهُ سَحقاً «۱۰»
مَلَکتَ الغربَ وَ الشَّرقا!
__________
(۱) طلق: تلک، یکی ازاجسام معدنی برنگ سفید نقره ای شفاف
(۲) فرّار: جیوه
(۳) عقاب: نشادر/ نوشادر: ملحی (نمکی) است جامد و مُتبَلوِر و بی‌رنگ و بو، که از ترکیب جوهر نمک (اسید کلریدریک) و آمونیاک به دست می‌آید و نام علمیش کلرور آمونیوم است. (لغتنامه دهخدا)
(۴) مُکرَّم: گرامی کرده شده و بزرگ داشته شده؛ بزرگ و معظّم
(۵) حلّ و عقد: تجزیه و ترکیب
(۶) یعنی: خدا گواهست که این همان اِکسیر اعظم است (که مس را به طلا تبدیل می‌کند).
(۷) مکتوم: پوشیده
(۸) شَباب: جوانی
(۹) یعنی: چیزی را که شبیه به برق است. شاید منظور علی‌بن‌ابی‌طالب در هزار و چهارصد سال پیش، پیشگویی از ظهور نیروی برق در عصر ما باشد، که می‌توان از نشادر نیز برق به‌دست‌آورد. اوایل که رادیو آمده بود، یک نمونه رادیو استکانی بود که توسط ده‌ها استکان و ماده شیمیایی نوشادر، برق لازم برای روشن شدن رادیو تأمین می‌شد. و می‌دانیم که بمباران الکترونی اتم (برای تبدیل به اتم دیگر) نیز با نیروی برق صورت می‌گیرد. پس شاید نقش نشادر در این ترکیب، سوخت نیروی برق جهت بمباران الکترونی مس و تبدیل آن به طلا باشد!
(۱۰) سَحق: کوبیدن، مالیدن و نرم کردن

## کیمیاگری به عنوان ابزار تحقیق در طبیعت
دربرداشت عامه از کیمیاگران، آنان دانشمندان شبه علم، دروغگو و شیاد تلقی می‌شوند، که تلاش می‌کردند سرب را به طلا تبدیل کنند، و بر این باور بودند که جهان از چهار عنصر آب، باد، خاک و آتش تشکیل شده و بیشتر وقت خود را صرف ترکیب داروها، سموم، و شربت‌های معجزه‌آسا می‌کردند.
گرچه برخی از کیمیاگران در واقع متقلب، دروغگو و شیاد بودند، اما بیشتر کیمیاگران را محققان زیرک و دانشمندان سرشناس همچون اسحاق نیوتن و رابرت بویل تشکیل می‌دادند. بدعت گزاران به دنبال بررسی ماهیت مواد و فرایندهای شیمیایی بودند. آن‌ها می‌بایست به آزمایش، دانش سنتی، قواعد سرانگشتی و اندیشه فرضی برای کشف اسرار جهان مادی متوسل می‌شدند.
هم‌زمان، کیمیاگران به وضوح می‌دانستند که «چیزی» در فرایندهای شیمیایی، حتی در عمیق‌ترین تغییرات حالت و ظاهر فیزیکی حفظ می‌شد؛ یعنی اینکه، آن مواد دارای برخی «اصول» بودند که تحت اشکال متعدد خارجی مخفی شده، و از طریق استفاده صحیح نمودار می‌شدند. در طول تاریخ این رشته، کیمیاگران تلاش کرده‌اند به ماهیت این قواعد پی ببرند، و نظم و ترتیبی در نتایج آزمایش‌های شیمیایی آن‌ها — که اغلب توسط واکنش‌گرهای ناخالص یا ضعیف، فقدان ابزار سنجش کیفی، و نامگذاری گیج‌کننده و بی‌ثبات تقلیل می‌یافت، پیدا کنند.

## کیمیاگری به عنوان یک شاخه فلسفی و روحانی

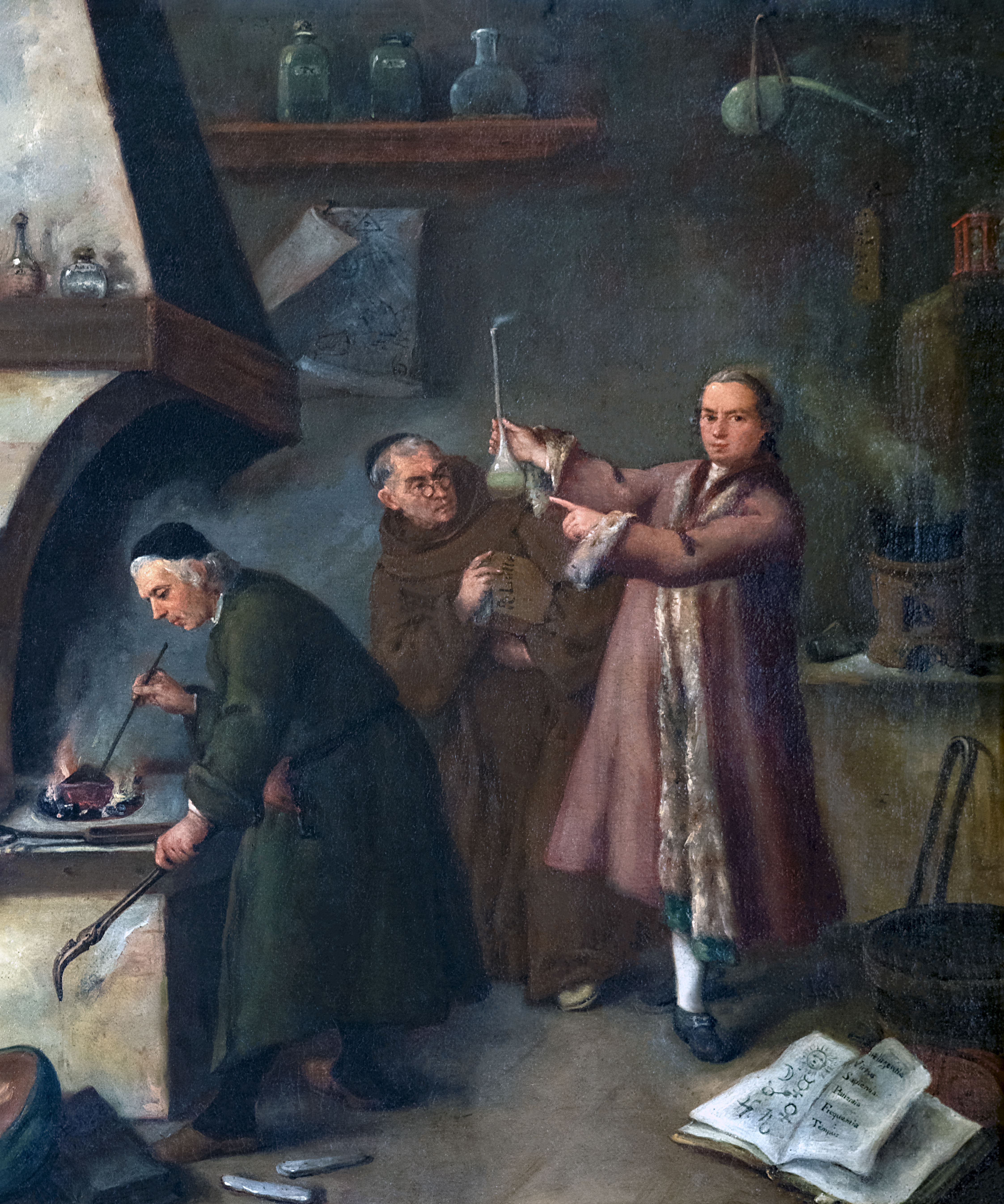
نقاشی کیمیاگران در حال انجام آزمایشات

مهترین اهداف کیمیاگران تبدیل فلزات رایج به طلا و نقره، و نیز خلق یک «نوشدارو،» یعنی دارویی بود که تمام بیماری‌ها را درمان کرده و زندگی را به مدت نامحدودی طولانی کند. گرچه این‌ها تنها موارد استفاده از این علم نبودند، اما این اهداف بیش از همه ثبت شده و شناخته شده است. کیمیاگران اروپا از قرون وسطی زمان بسیاری صرف جستجو برای یافتن «سنگ فلاسفه»، یعنی ماده‌ای اسطوره‌ای کردند که تصور می‌شد بخش اصلی هر دوی آن اهداف باشد. تصور می‌شد سنگ فلاسفه می‌تواند به نحو اسرارآمیزی دانش کیمیاگران را افزایش داده به نحوی که بتوان از طریق آن به هر چیزی دست یافت. کیمیاگران در طول قرن‌ها از وجهه و حمایت بسیاری برخوردار بودند، گرچه این پشتیبانی صرفاً به واسطه پیگیری این اهداف، یا تفکر رمزآلود و فلسفی حاکم بر فعالیت آنان نبوده است. بلکه این شهرت بیشتر به خاطر فعالیت‌های این جهانی بود که آنان برای صنایع «شیمی» زمان خود، مانند اختراع باروت، آزمایش و تصفیه سنگ معدن فلزکاری، تولید جوهر، رنگینه، رنگ، و مواد آرایشی دباغی چرم، تولید سرامیک و شیشه، عصاره‌گیری و تولید نوشیدنی‌ها داشتند. (به نظر می‌رسد که تهیه «نوشیدنی قوی»، «آب حیات»، «تجربه» تقریباً رایجی در میان کیمیاگران اروپایی بوده است).
از سوی دیگر، کیمیاگران هرگز تمایلی به جداسازی جنبه‌های فیزیکی (شیمیایی) صنعت خود از تفسیرات متافیزیکی را نداشتند. در حقیقت، از روزگار قدیم تا عصر جدید، فیزیک بدون جنبه‌های ماورا طبیعی به اندازه متافیزیک فاقد جلوه فیزیکی نارضایت‌آمیز بود.
از یک سو، فقدان اسامی رایج برای مفاهیم و فرایندهای شیمیایی، و همچنین پنهان‌کاری، منجر شد کیمیاگران اصطلاحات کتاب مقدس و اسطوره‌شناسی، اخترشناسی، علوم اسرارآمیز، و دیگر حوزه‌های اسطوره‌ای و محرمانه را به عاریت بگیرند؛ به نحوی که حتی ساده‌ترین دستورالعمل شیمیایی همانند یک طلسم پیچیده و سحرآمیز قرائت می‌شد. علاوه بر این، کیمیاگران در این امور به دنبال چارچوب نظری بودند تا بتوانند مجموعه حقایق آزمایشی از هم گسیخته و فزاینده خود را در آن جای دهند.
از قرون وسطی برخی از کیمیاگران به طرز فزاینده‌ای این جنبه‌های متافیزیکی را به عنوان بنیان راستین کیمیاگری در نظر گرفته و مواد شیمیایی، حالت‌های فیزیکی، و فرایندهای مواد را به عنوان استعاره از ماهیت‌ها، حالات و تغییر ماهیت‌های روحانی مدنظر قرار دادند و معنای تحت لفظی فرمول‌های کیمیاگری به عنوان وسیله‌ای برای پنهان کردن فلسفه روحانی خود به کار بردند که تضاد با نظرات کلیسای قرون وسطی از ملزومات آن بود که می‌توانست آن‌ها را به شکنجه‌گاه‌های مأموران استنطاق کلیسا به دلیل کفرگویی هدایت کند. بنابراین، هم تبدیل فلز رایج به طلا و هم نوشداروی عمومی نماد تکامل از یک حالت ناقص، فسادپذیر و بی‌دوام به یک حالت کامل، سالم، فسادناپذیر و جاودانه هستند؛ و سنگ فلاسفه نیز بیانگر کلید اسرارآمیزی بود که این تکامل را ممکن می‌ساخت.
در مورد خود کیمیاگر نیز، هدف دوگانه نماد تکامل وی از جهل به روشنگری بود، و سنگ نیز نشان‌دهنده یک واقعیت یا قدرت روحانی پنهان بود که می‌توانست به آن هدف بینجامد. در متونی که با این نگرش نگاشته شده‌اند، نمادهای کیمیا، نمودارها، و تصاویر متنی از آخرین فعالیت‌های کیمیاگران عموماً دارای لایه‌های چندگانه معنا، تمثیل، و اشاراتی به دیگر آثار رمزآمیز است؛ و باید برای کشف معنای آن‌ها به نحو مقتضی آن‌ها را رمزگشایی کرد.
پاراسلسوس در کتاب سؤال و جواب کیمیاگری خود در استفاده از فلزات به عنوان نماد به روشنی اشاره می‌کند:
س. هنگامی که فیلسوف از طلا و نقره سخن می‌گوید، آیا به آنچه از آن درک کرده‌اند اشاره می‌کنند یا سخن آنها دربارهٔ طلا و نقره عامیانه است؟
ج. بدون معنی طلا و نقره عامیانه مرده است در حالی‌که سخن فیلسوفان سرشار از زندگی است.
برخی محققان انسان‌گرا اکنون این تمثیل‌های متافیزیکی و روحانی را به عنوان واقعی‌ترین و ارزشمندترین جنبه کیمیاگری در نظر گرفته، و حتی مدعی شده‌اند که تبدیل کیمیاگری به شیمی «تباهی» سنت سحرآمیز اولیه بود. کیمیاگران روحانی معاصر چنین عقیده‌ای دارند. بیشتر دانشمندان از سوی دیگر، نگرشی عکس این نگرش دارند: از نظر آنان، گذر از بخش مادی کیمیاگری به شیمی معاصر ""مسیر درست «در تکامل رشته بود، و شاخه متافیزیکی کیمیاگری» چرخش نادرستی" بود.
با این وجود، در هر یک از این دو عقیده، تفسیر ساده‌لوحانه برخی حرفه‌ای‌ها یا امیدهای واهی که دیگران تبلیغ می‌کردند نباید کمک‌های کیمیاگران راستین را تضییع کند.

## کیمیاگری به عنوان اخترشناسی
کیمیاگری از همان روزهای نخست، رابطه نزدیکی با اخترشناسی داشته است که در جهان اسلام و در اروپا، عموماً همان مکتب اخترشناسی بابلی یونانی بوده است. نظام‌های کیمیاگری اغلب بر این فرض استوار بود که هر یک از هفت سیاره که قدیمیان از آن تحت عنوان نشان اخترشناختی یاد می‌کردند با فلز خاصی در ارتباط بود. برای جزئیات بیشتر رجوع شود به مقاله جداگانه‌ای در مورد اخترشناسی و کیمیاگری. هرمنیتیسیزم با هر دوی اخترشناسی و جادو مرتبط بود.

## کیمیاگری و روان‌شناسی
کارل گوستاو یونگ کیمیاگری را همچون شاخه‌ای از روان‌شناسی غربی می‌دید که هدف آن دستیابی به فرایند فردیت است، به تعبیر او کیمیاگری همچون مجرایی به سوی نوزایی است که در آن فلسفه عرفانی خود را پاکسازی کرده است که بدین گونه یونگ کیمیاگری را قابل مقایسه با یوگا در غرب می‌دانست. او همچنین متون کیمیاگری چینی را در مسیر نظریه روان‌شناسی تحلیلی خود برای تحقیق فرایند فردیت می‌دانست.

## کیمیاگری در عصر دانش
کیمیاگری غربی به عنوان نیای شیمی مدرن شناخته می‌شود. تا قرن شانزدهم، کیمیاگری در اروپا یک علم جدی تلقی می‌شد؛ به‌طور مثال، اسحاق نیوتن بیشتر وقت و آثار خود را به کیمیاگری اختصاص داد (رجوع شود به مطالعات سری اسحاق نیوتن) تا به نور یا فیزیک، که وی بیشتر شهرت خود را مدیون آن است. دیگر کیمیاگران سرشناس غرب عبارت‌اند از راجر بیکن، توماس آکویناس، تایکو براهه، توماس براون، و پارمیجیانینو. سقوط کیمیاگری در قرن هجدهم هم‌زمان با ظهور شیمی مدرن، که چارچوب دقیق‌تر و قابل اعتمادتری برای تبدیل مواد و طب در قالب طرح کلی جهانی بر مبنای ماده‌گرایی خردگرا فراهم می‌آورد، آغاز شد.
در نیمه نخست قرن نوزدهم، یک شیمی‌دان سرشناس، به نام بارون کارل ریچنباخ، بر روی مفاهیمی نظیر مفاهیم کیمیاگری قدیم، همچون نیروی قصیده کار کرد، اما تحقیق وی جایی در علوم شناخته شده برای خود نیافت.
تبدیل مواد، هدف قدیمی کیمیاگری، در قرن بیستم یعنی زمانی که فیزیکدانان توانستند از طریق یک واکنش اتمی اتم‌های سرب را به طلا تبدیل کنند بار دیگر مطرح شد. با این وجود، اتم‌های جدید طلا، ایزوتوپهای بی‌ثباتی بودند، که تنها پنج ثانیه دوام یافته و پس از آن تجزیه می‌شدند. اخیراً، گزارش‌هایی در ارتباط با تبدیل عناصر به صورت آزمایشی (از طریق الکترولیز یا خلاء صوتی) محور بحث گداخت سرد در سال ۱۹۸۹ بوده است. هیچ‌یک از این ادعاها هنوز به نحوی قابل اعتماد تکرار نشده است.
نمادگرایی کیمیا گهگاه در قرن بیستم مورد استفاده روانشناسان و فلاسفه قرار گرفته است. کارل گوستاو یونگ بار دیگر نمادگرایی و نظریه کیمیا را بررسی کرده و معنای درونی کیمیاگری را به عنوان مسیر معنویت مطرح کرد. فلسفه، نمادها و روش‌های کیمیاگری در پسانوگرایی، همچون جنبش عصر جدید شاهد رنسانس خود بوده است.

## کیمیاگری و پزشکی
داروهای سنتی به وسیله شیوه‌های داروشناسی یا ترکیبی از شیوه‌های داروشناسی و روحانی کیمیاگری تهیه می‌شده‌اند. در طب چینی سنت‌های کیمیاگری پائو ژی می‌توانست طبیعت دما و مزه جسم مریض یا مسموم‌شده را تغییر دهد. در آیورودا، سامسکاراس برای تغییر فلزهای سنگین و گیاهان سمی برای خارج کردن زهرشان استفاده می‌شد. در گیاه‌پزشکی نیز چنین اثری مشاهده می‌شود و این فعالیت‌ها تاکنون نیز ادامه دارد.

## ابزارآلات کیمیاگری

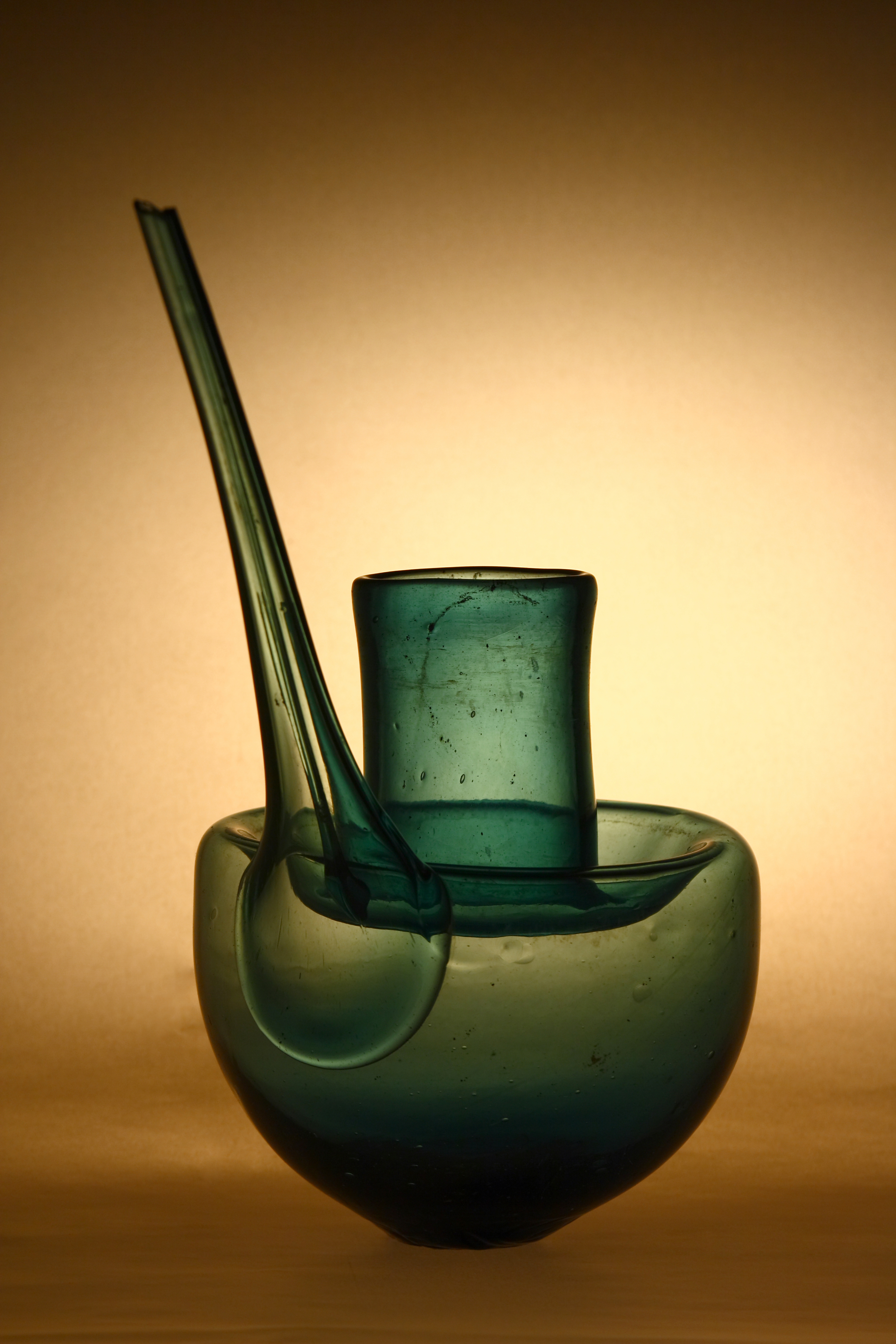
انبیق ایرانی، مربوط به قرن سیزدهم، ساخته شده در تبریز.

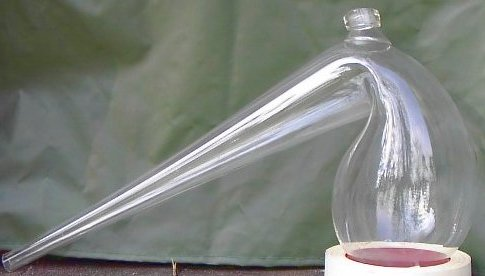
قرع شیشه ای

قرع، انبیق، آثال و ….

## تبدیل هسته‌ای
در سال ۱۹۱۹ ارنست رادرفورد از تجزیهٔ مصنوعی برای تبدیل نیتروژن به اکسیژن استفاده کرد. پس از آن زمان این فرایند یا تبدیل در یک مقیاس رادیو ایزوتوپ ترکیبی تجاری به وسیلهٔ بمباران کردن هستهٔ اتمی با ذرات پر انرژی از شتاب‌دهنده‌های ذره جدید و در راکتورهای هسته‌ای انجام شده است. در واقع در سال ۱۹۸۰ بود که گلن تی. سیبرگ (Glenn T. Seaborg) سرب را به طلا تبدیل کرد اما میزان انرژی مصرفی و مقادیر میکروسکوپی تولید شده هر نوع استفادهٔ اقتصادی را منتفی ساخت.

## ادعاهای تکرار نشدهٔ تبدیل عناصر
در سال ۱۹۶۴ جرج اهساوا (George Ohsawa) و میشیو کوشی (Michio Kushi) بر اساس ادعاهای کرنتین لوئیس کرورن (Corentin Louis Kervran) ظاهراً موفق شدند با استفاده از یک قوس الکتریکی سدیم را به پتاسیم تبدیل کنند و پس از آن کربن و اکسیژن را به آهن تبدیل کردند. در سال ۱۹۹۴ ر. ساندارسان (R. Sundaresan) و ج. باکریس (J. Bockris) گزارش کردند که واکنش‌های همجوشی را در تخلیه‌های الکتریکی میان میله‌های کربنی فرورفته در آب مشاهده کرده‌اند. اما هیچ‌یک از این ادعاها را دانشمندان دیگر تکرار نکردند و اندیشه کیمیاگری در حال حاضر کاملاً بی‌اعتبار شده است.

## کیمیاگری به عنوان موضوع تحقیق تاریخی
تاریخ کیمیاگری تبدیل به یک رشته دانشگاهی مهم شده است. مورخان با رمزگشایی زبان رمزآلود و مبهم کیمیاگران، آگاهی بیشتری از ارتباطات فکری بین این رشته و دیگر جنبه‌های تاریخ فرهنگ غرب، همچون جامعه‌شناسی و روان‌شناسی جامعه خردگرا، علوم اسرارآمیز، اعتقاد به عالم ارواح، روسیکروسینسم، و دیگر جنبش‌های مرموز، رمزنویسی، جادوگری، و تکامل علوم و فلسفه به دست می‌آورند.

## کیمیاگری در طول تاریخ
مقالهٔ اصلی: کیمیاگری در تاریخ

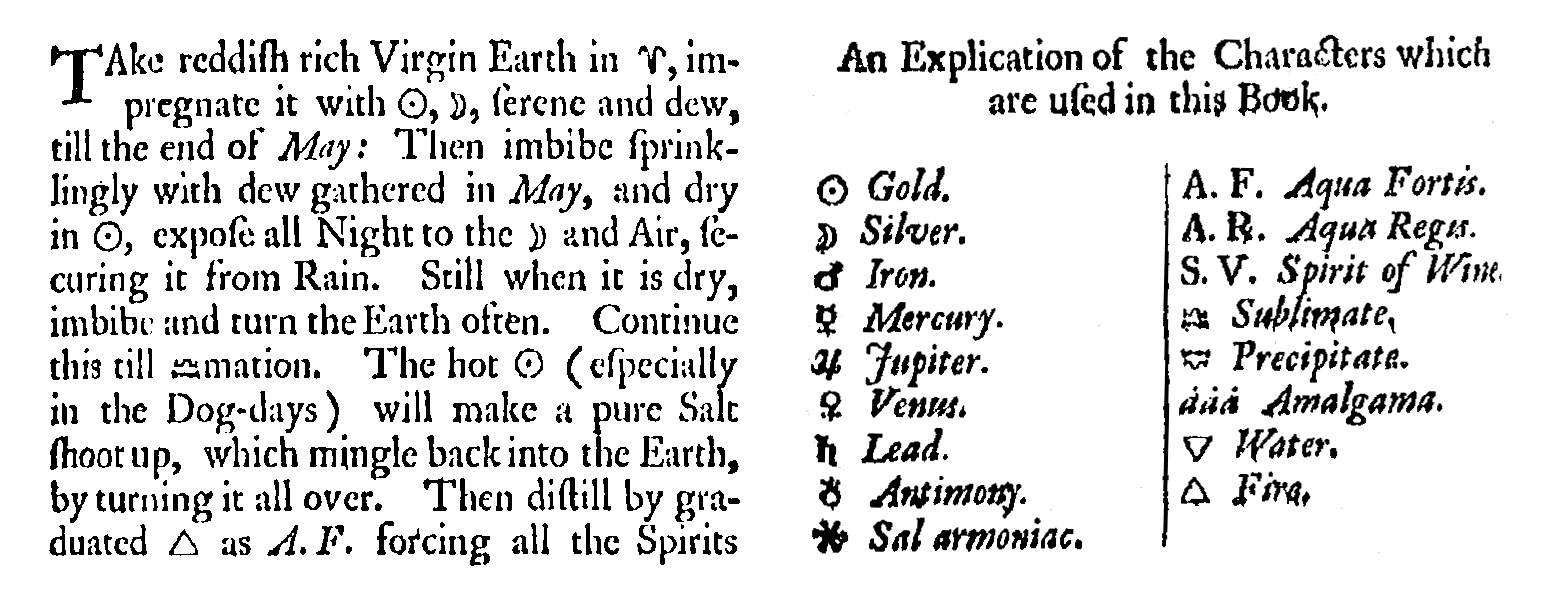
گزیده و نمادی از کتابی که در قرن هفدهم در مورد کیمیاگری نوشته شده است. نمادهای به کار رفته دارای تناظر یک به یک با نمادهایی است که در آن زمان در ستاره‌شناسی به کار می‌رفته است.

کیمیاگری دربرگیرنده سنت‌های فلسفی متعددی است که دامنه آن چهار هزاره و سه قرن است. میل شدید این سنت‌ها به زبان رمزآمیز و نمادین بررسی تأثیرات متقابل و روابط تکوینی آن‌ها را دشوار می‌سازد.
چندین شاخهٔ اصلی در این میان شناسایی می‌شود، که به نظر می‌رسد دستکم در مراحل اولیه پاگیری خود، تا حدود زیادی مستقل بوده‌اند: کیمیاگری چین، به مرکزیت چین و حوزه تأثیر فرهنگی آن؛ کیمیاگری هند در شبه قاره هند و کیمیاگری غربی، که مرکزیت آن در طول چندین هزاره بین مصر، یونان، و روم، جهان اسلام، و سرانجام اروپا متغیر بوده است. کیمیاگری چین ارتباط تنگاتنگی با تائوئیسم داشته است و کیمیاگری هندی به ادیان دارمایی مربوط می‌شده است، در حالی‌که کیمیاگری غربی نظام فلسفی خاص خود را به وجود آورده، که تنها ارتباط ظاهری آن با مذاهب اصلی غرب بوده است. هنوز مشخص نشده است که آیا این دو شاخه دارای ریشه‌ای مشترکند، یا تا چه حدی بر یکدیگر تأثیر گذاشته‌اند.

## فلسفه‌های مرتبط و جایگزین
سنت اسرار غربی
طالع بینی
ارتباط با ارواح، جادوی (فراطبیعی)، ماجیک
ایسوتریزم، تبرک رز و سلیب، اشراقیون
تائویزم و پنج عنصر
نوشتار آسمیک
کایاکو- جوتسو
طب سوزنی، داغ درمانی، آیورودا، هوموپاسی
روان‌شناسی و کارل یونگ
هیلبرت سیلبرر
عصر جدید
طی الا رض

## شاخه‌های علمی مرتبط
شیمی
فیزیک
روش علمی
علم واقعی، شبهه علم، و ضد علم
تاریخ گرایی

## مواد مورد استفاده در کیمیاگری
- سرب • حلبی • آهن • طلا • مس • جیوه • نقره
- فسفر • سولفور • آرسنیک • سنگ سرمه
- توتیا • سولفور سیماب • سنگ چخماخ • زرنیخ زرد • سرب معدنی
- اکسید منیزیم • آهک • پتاس • نمک قلیایی •شوره • سرمه
- محلول آمونیاک • کلرید آمونیم • الکل • کافور
- اسیدها: اید سولفوریک • جوهر نمک • سید نیتریک • اسید استیک •
- اسیدفورمیک • اسید سیتریک • اسید تارتاریک
- تیزاب سلطانی • باروت